# Kim Cadzow
Kimberly (Kim) Cadzow (Tauranga, 18 december 2001) is een Nieuw-Zeelands wielrenster.

## Carrière
Haar eerste profcontract tekende Cadzow in 2022 bij Torelli. In het begin van datzelfde jaar werd ze nationaal kampioen tijdrijden bij de beloften. Tevens werd ze vijfde in de eerste editie van de Mont Ventoux Dénivelé Challenge voor vrouwen. In 2023 reed ze bij de Nederlandse formatie Team Jumbo-Visma. Ze nam onder andere deel aan Luik-Bastenaken-Luik en de Brabantse Pijl. Na één seizoen maakte ze de overstap naar EF Education-Cannondale. Een in dat jaar opgerichte vrouwenploeg van Jonathan Vaughters. Ze werd in 2024 nationaal kampioen tijdrijden bij de elite. Begin maart won datzelfde jaar won ze de eerste etappe en het eindklassement in de Trofeo Ponente in Rosa. Medio april behaalde ze een knappe zesde plaats in Luik-Bastenaken-Luik. Een week later stond ze aan de start van de Ronde van Spanje. Na acht etappes eindigde ze op de tiende plek in het algemeen klassement. Op de Olympische Spelen werd ze zevende in de tijdrit.

## Palmares
2022
 Nationaal kampioen tijdrijden, beloften
 Oceanische kampioenschappen tijdrijden, beloften
2024
 Nationaal kampioen tijdrijden
1e etappe Trofeo Ponente in Rosa
Eindklassement Trofeo Ponente in Rosa
2025
 Nationaal kampioen tijdrijden
 Nationaal kampioen op de weg

### Resultaten in voornaamste wedstrijden
| Jaar | Ronde van Italië | Ronde van Frankrijk | Ronde van Spanje |
| ---- | ---------------- | ------------------- | ---------------- |
| 2023 |                  |                     |                  |
| 2024 | opgave           |                     | 10e              |
| 2025 | 97e              |                     |                  |

| Jaar | Milaan-San Remo | Luik-Bast.‑Luik | Waalse Pijl | Brabantse Pijl |  | WK op de weg |
| ---- | --------------- | --------------- | ----------- | -------------- |  | ------------ |
| 2023 |                 | 39e             | 67e         | 55e            |  | 78e          |
| 2024 |                 | 6e              | 37e         | opgave         |  |              |
| 2025 | 113e            |                 |             |                |  |              |

## Ploegen
- 2022 –  Torelli-Cayman Islands-Scimitar (tot 30 augustus)
- 2023 –  Team Jumbo-Visma
- 2024 –  EF-Oatly-Cannondale[a]
- 2025 –  EF Education-Oatly

Achtereekte · van Agt · Beekhuis · Cadzow · van Empel · Henderson · Kraak · Labecki · Markus · Oudeman · Reijnhout · Riedmann · Rüegg · Swinkels · Veenhoven · Vos
Armitage · Borghesi · Cadzow · Emond · Ewers · Faulkner   · Henttala · Jackson · Kakita (vanaf 31/7) · Kessler · Knaven (vanaf 24/6) · Koppenburg · Labecki · Quinn · Rüegg · Stannard · Vallieres
Armitage (tot 1/4) · Berton · Borghesi · Cadzow · Christie · Emond · Ewers · Faulkner   · Henttala · Jackson · Kerbaol · Kessler · Kingma (vanaf 27/6) · Knaven · Roy · Rüegg · Vallieres · Volstad · van der Wolf